# Jaroslav Fučík
Jaroslav Fučík (9. února 1921, Mladá Boleslav - 21. února 1989, Praha) byl český volejbalista, který reprezentoval Československo. S jeho reprezentací získal titul mistra Evropy v roce 1948. Měl ve své sbírce též dvě stříbra z mistrovství světa (1949, 1952) a stříbro z evropského šampionátu (1950). Za národní tým nastupoval v letech 1947-1954. Hrál za AFK Kolín a ATK Praha (později přejmenováno na ÚDA a ještě později na Duklu). S Kolínem získal dva tituly mistra Československa (1948, 1949), s Duklou šest (1950, 1951, 1952, 1953, 1954, 1955). Po skončení hráčské kariéry se stal trenérem, vedl Duklu Kolín a Duklu Jihlava. S Kolínem vybojoval tři mistrovské tituly (1960, 1961, 1963). Byl asistentem hlavního trenéra Josefa Kozáka u mužské reprezentace, jež vybojovala roku 1956 titul mistrů světa.
Od roku 1950 byl vojákem z povolání. Po roce 1968 na protest proti sovětské okupaci vystoupil z KSČ. V důsledku toho byl degradován do hodnosti vojína a byl mu vyměřen minimální důchod. Byl tudíž nucen najít si k důchodu práci. Nejdříve byl barmanem hereckého klubu divadla Semafor, později byl prodavačem v Mléčných lahůdkách v Mostecké ulici v Praze. V roce 1990 byl posmrtně armádou rehabilitován a povýšen do hodnosti plukovníka.